# Beatifikacija
Beatifikacija ali proglasitev za blaženega je prvi korak v postopku razglasitve neke osebe za svetnika Rimskokatoliške cerkve. Blaženi je svetnik, ki je čaščen na ravni lokalne Cerkve, za katero je bil zaslužen, medtem ko je svetnik, ki je bil kanoniziran, češčen na globalni ravni.
Definicija Rimskokatoliške cerkve se glasi: »Blaženi je tisti zveličani katoličan, ki mu cerkev prizna herojske kreposti in je njegova svetost uradno potrjena ter dokazana vsaj z enim čudežem.«